# 國際天食

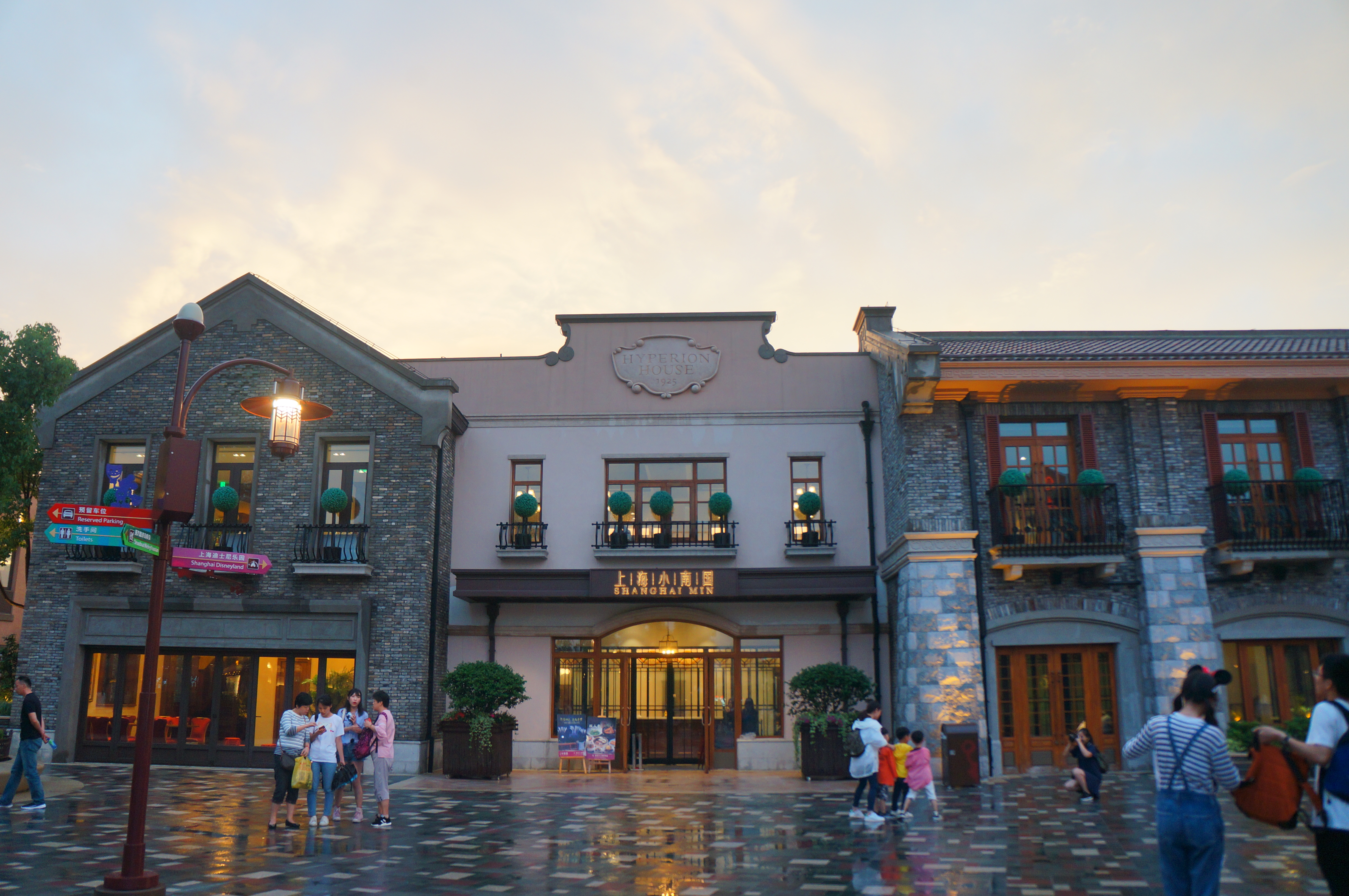
小南国位于上海迪士尼小镇的餐厅

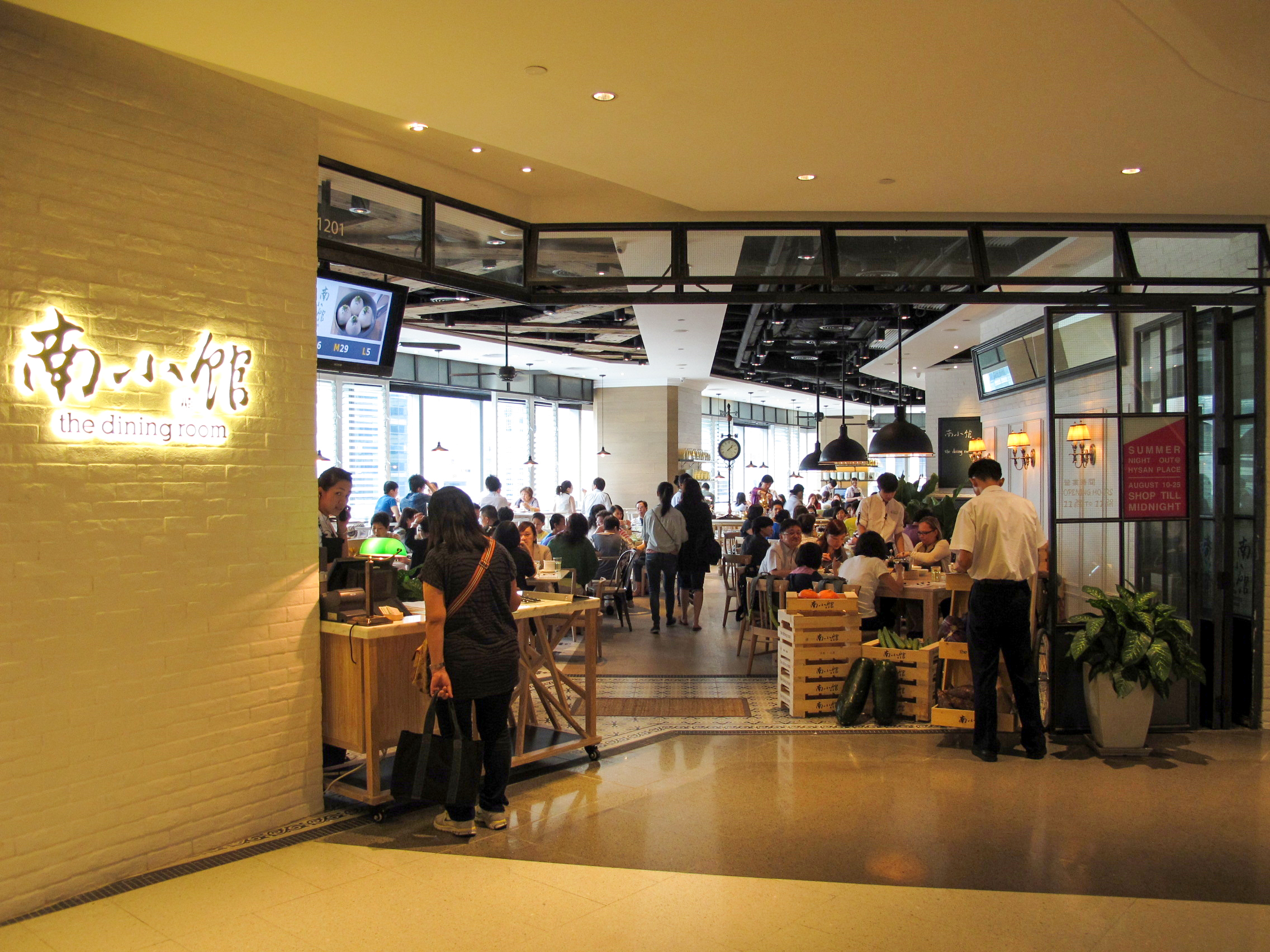
位於香港希慎廣場的南小館

國際天食集團有限公司（簡稱：國際天食，港交所：3666），前稱小南國餐飲控股有限公司（簡稱：小南國）在1987年由創辦人及董事長王慧敏創立，总部设于上海，是一家经营中国中高端市场餐饮的连锁餐厅之一。餐厅主要特色为具有上海特色的菜肴。旗下品牌包括、Pokka HK、「上海小南國」、「南小館」及「慧公館」。,截至2014年10月31日,該公司經營四大自有品牌共98家,其中上海小南國餐廳78家、 慧公館4家、南小館15家和 小小南國1家。並通過管理方式經營徹思叔、米芝蓮兩個休閑餐飲品牌,簽約引進Boat House、Oreno等國外品牌，遍布上海、香港、北京、苏州、南京、天津、大连等10个城市。

## 发展历程
1987年，上海第一家上海小南国品牌餐馆开业。1999年，上海小南国虹梅店正式开业，该店目前是上海小南国旗舰餐厅。2001年，首家香港餐厅开业。2010年，小南国在上海开设了首家 “慧公馆” 品牌餐厅，针对商务和高端顾客。
小南國原本申請在2011年9月28日在香港交易所上市，當時獲分配上市代碼為1147，但因受到歐債危機困擾，在公開招股完成後取消上市計劃。
2012年6月，小南國再在香港進行公開招股，集資金額為5.11億港元，較以上次招股範圍下限計算的7.3億港元少30%。小南國在7月28日在香港交易所上市。
同年，小南国推出旗下第三个餐厅品牌“南小馆”，首家餐厅于2012年6月10日在香港开业。2013年7月24日澳門的首家上海小南國餐廳，於新濠天地新張試業、樓高兩層，總面積達5,834平方呎，設有372個雅座及5間廂房。
2014年3月28日小南國餐飲與美國知名餐飲公司Schussler Creative達成合作意向，在上海合資開設 The Boat House（船屋）主題餐廳，擬於 2015 年第四季度開業。
2014年11月27日小南國斥資1.95億港元收購Pokka HK（百佳香港）中港澳65%股權，根據有關協議，小南國將斥1.95億元認購Million Rank Ltd.（MRL）65%股權，而Pokka HK董事經理黃水晶則持有MRL35%股權。在此項交易，MRL共支付3億元，向Pokka Corp.（Singapore）Pte. Ltd.購入Pokka HK全部股權。
2017年6月6日小南國宣佈把公司英文名稱由「Xiao Nan Guo Restaurants Holdings Limited」更改為「TANSH Global Food Group Co.,Ltd」，中文名稱擬改為「國際天食集團有限公司」，而中文簡稱擬改為「國際天食」，港股代號（3666）則保持不變。2019年上半年关店共6家，减少门店及装修停业门店使得营收减少了7860万元。

## 外部連結
- 小南國餐飲控股有限公司 （页面存档备份，存于）
- Pokka （页面存档备份，存于）